# K-403号潜艇
K-403“喀山”号是苏联/俄罗斯海军将667A型核潜艇一艘进行改造的实验用潜艇。它是第一艘起了鞑靼斯坦首府名字的潜艇，它改装后有了一个异常巨大的艇首，其测试过的系统就是MGK-600，后来装在了北风之神级和亚森级核潜艇上。

## 声纳
该艇测试的就是雅森级用的MGK-600系统，改进后装到北风之神级上的称为MGK-600B。在2006年和2007年，俄国防部两次要求对国产声纳和欧产声纳进行对比测试，都被俄海军拒绝。2009年7月2日，俄羅斯總統梅德韦杰夫视察尤里·多尔戈鲁基号时陪同的威茨基海军总司令提到了这个问题，梅德韦杰夫说：“你去告诉他们，如果改进不了就买外国货。”